# رافاييل فييرا
رافاييل فييرا (9 يوليو 1992 في البرتغال - ) هو لاعب كرة قدم برتغالي في مركز الوسط. لعب مع فيتوريا دي غيماريش ونادي ريبيراو وديبورتيفا دي لوسادا ‏.

## وصلات خارجية
- رافاييل فييرا على موقع قاعدة بيانات كرة القدم.إي يو (الإنجليزية)
- رافاييل فييرا على موقع Soccerway.com (الإنجليزية)